# (950) Ahrensa
(950) Ahrensa est un astéroïde de la ceinture principale découvert le 1er avril 1921 par l'astronome allemand Karl Reinmuth.
Sa désignation provisoire était 1921 JP.
Sa distance minimale d'intersection de l'orbite terrestre est de 1,4850 ua.